# Webster (serie de televisión)
Webster es una comedia de enredo o situación (sitcom) estadounidense, estrenada en la cadena de TV ABC el 16 de septiembre de 1983, y emitida por ese canal hasta septiembre de 1987, pero continuó emitiéndose tras la venta de sus derechos hasta 1989. Se la ha comparado muy a menudo con otra serie similar, Diff'rent Strokes (Arnold en España y Blanco y negro en Latinoamérica), de NBC.

## Sinopsis
La serie, ambientada en Chicago, giraba alrededor de Webster Long (Emmanuel Lewis), un niño de siete años, afroamericano y huérfano, cuyos padres biológicos, Travis y Gert Long, fallecieron poco tiempo atrás en un accidente automovilístico. Entonces es acogido por la exestrella de fútbol americano George Papadapolis (Alex Karras), que fue compañero de equipo de su padre Travis en la década de 1970, y su esposa Katherine (Susan Clark), una ama de casa corriente sin ninguna habilidad especial para las faenas domésticas. 
La nueva vida matrimonial de George y Katherine era parte de la serie, pero fue Webster quien constituyó su foco principal. Los Papadopolis vivían en el lujoso apartamento de un rascacielos en Chicago, con el corpulento George que ahora trabaja como comentarista deportivo en la WBJX, una emisora local de televisión, y Katherine convertida en una acomplejada psicóloga familiar. El sarcástico trepador social Jerry Silver (Henry Polic II) fue secretario de Katherine, quien fue su confidente profesional y personal. El complejo de apartamentos mostrado en los exteriores de las dos primeras temporadas es la construcción de condominios Mirabella, ubicada en Wilshire Blvd. nº 10430, en el distrito de Westwood de Los Ángeles, California.
Durante la primera temporada, es de destacar la aparición de la carismática actriz infantil de Poltergeist, Heather O'Rourke, que interpretó durante 3 episodios el papel de Melanie, una niña que, en un principio, irrumpió en la vida de Webster y los Papadopolis cuando, presa de celos infantiles, escapó de casa pensando que sus padres, que acababan de tener un bebé, ya no la querían.
Webster también tenía un tío, Phillip Long, interpretado por Ben Vereen, que tenía problemas con que Webster viviera con una pareja blanca y trató de adoptarlo varias veces y llevárselo a vivir con él a South Side en Chicago, por no mencionar la rivalidad entre él y George. Después de numerosos intentos de este último durante la segunda temporada, Phillip se trasladó a Hollywood para iniciar una carrera como actor. En las temporadas siguientes, Phillip volvería a aparecer en contadas ocasiones.
Durante la segunda temporada, Webster quemó accidentalmente el apartamento de la familia con un kit de ciencia y la familia se mudó a una gran casa victoriana situada en North State Parkway 1432, en Gold Coast, Chicago. 
La serie continuó con su tono habitual, muchos de los amigos de Webster y compañeros de clase pasan a través de la casa, incluyendo a Rob Whitaker (Chad Allen). A causa de un divorcio reciente, teniendo su madre la custodia, Rob fue secuestrado por su padre en un episodio, lo que llevó a los Papadopolis, la madre de Rob, y la comunidad a manifestarse con la esperanza de encontrarlo. Cuando volvió, fue Katherine quien intervino en favor del padre de Rob. Bill y Cassie Parker (Eugene Roche y Cathryn Damon) arrendaron la casa victoriana de los Papadopolis durante la segunda y tercera temporada de la serie, hasta que George y Katherine la compraron (éste era el último capítulo de Damon de la serie de televisión, pues ella murió de cáncer un año después de dejar Webster). Jerry, que era un miembro más destacado de la serie en la primera temporada (que reciben el "coprotagonizada por" en los créditos iniciales, después de tres temporadas de la serie), se había convertido desde entonces en un personaje ocasional, pero continuará durante toda la serie. El anciano y jovial padre de George, George Sr. (Jack Kruschen), conocido por todos como Papa "Papadopolis", comenzó a aparecer de vez en cuando en el otoño de 1985. En el transcurso de la cuarta temporada, los índices cayeron drásticamente. La serie, que había estado entre las 10 más vistas, ahora se ubica en el puesto nº 50. La cadena ABC decidió no renovar Webster. 
La popularidad de la serie y el interés entre los espectadores más jóvenes animó a Webster a continuar con la serie tras la venta de derechos (o sindicación) a partir del otoño de 1987. En este momento, el hogar Papadopolis adquirió un nuevo miembro con el sobrino de George, Nicky (Corin Nemec), que se mudó cuando sus padres se fueron a trabajar a Nigeria, con las Naciones Unidas. Nicky ve a Webster como una especie de "figura fraterna", y los dos se llevaban bien. Mientras que las parcelas seguía creciendo un poco con la aparición de un Webster de preadolescente, el mismo factor "cursi" se mantuvo, en parte gracias a la sincronización de Lewis. Sin embargo, esto era algo que poco a poco fue cansando al actor, a pesar de que había más control creativo sobre Webster en este momento (con Emmanuel Lewis Entertainment Enterprises, coproducción con Karras y Georgia Clark's Bay Ltd.). A principios de la temporada 1988-89, con Lewis superando claramente el papel de niño, Karras y Clark decidieron también que era el momento adecuado para dejar la serie. El último episodio fue grabado a principios de 1989 (pero se emitió en marzo), lo que no entraña un final de cualquier tipo, pero fue interpretado como un evento de alto rango fue en una aventura espacial, con la estrella invitada Michael Dorn como el Teniente Worf, de Star Trek: The Next Generation (en el episodio, "Webtrek").

## Reparto
- Emmanuel Lewis como Webster Long.
- Alex Karras como George Papadapolis.
- Susan Clark como Katherine Calder-Young Papadapolis.
- Henry Polic II como Jerry Silver.
- Heather O'Rourke como Melanie (1983).
- Eugene Roche como Bill Parker (1984–1986).
- Cathryn Damon como Cassie Parker (1984–1986).
- Ben Vereen como tío Phillip Long (1984–1985).
- Jack Kruschen como George "Papa" Papadapolis, Sr. (1985–1987)
- Chad Allen como Rob Whitaker/Joiner (1985–1986).
- Carl Steven como Roger (1986–1987).
- Danny McMurphy como Timmy (1986–1987).
- Gabe Witcher como Tommy (1987).
- Nick DeMauro como Benny (1987).
- Corin Nemec como Nicky Papadopolis (1987–1988) (acreditado como Corin "Corky" Nemec).